# Lamborghini: The Man Behind the Legend
Lamborghini: The Man Behind the Legend  ist ein biografisches Verfilmung über das Leben von Ferruccio Lamborghini aus dem Jahr 2022.

## Handlung
Der Film schildert das Leben von Ferruccio Lamborghini, der als Sohn von Weinbauern auf die Welt kommt. Ferruccio und sein Freund Matteo fahren gerne Autorennen. Ferruccio hat die Vision von effizienten Traktoren. Sein Vater nimmt einen Kredit auf den Bauernhof auf, um damit das Startkapitel für Ferruccios Werkstatt zu bekommen. Anhand von gebrauchten Teilen bauen Ferruccio und Matteo ihren ersten Traktor.
Ferruccios große Liebe, Clelia Monti, stirbt bei der Geburt ihres gemeinsamen Sohnes. Er vermählt sich mit Annita Borgatti, auf die eigentlich sein Freund Matteo stand. Matteo und Ferruccio gehen von dort an getrennte Wege.
Einige Jahre später hat es Ferruccio mit seinen Traktoren zu Wohlstand gebracht. Eines Tages spricht Ferruccio Enzo Ferrari an, dass der Schwachpunkt von Ferraris Rennwagen die Getriebe seien, doch Ferrari verhöhnt ihn nur. Daher plant Ferruccio selbst einen Sportwagen herzustellen und diesen auf dem Genfer Auto-Salon vorzustellen. Gemeinsam mit Ingenieuren und einem Designer, die vormals bei anderen Automobilherstellern gearbeitet haben, bauen sie den Lamborghini 350 GT. Der Film endet mit dem Bau des Lamborghini Miura.

## Kritik
Der Filmdienst urteilte, der Film schaffe „es [...] nicht“, trotz etlicher „Schauwerte[...]“, die Biografie der titelgebende Person „dramaturgisch spannend zu verdichten“, sondern hake „uninspiriert Stationen aus Privat- und Berufsleben ab“.
Auf der Kritik-Seite Rotten Tomatoes wird nur eine der 15 erfassten Kritiken als positive Besprechung gewertet, was mit 6 % die Einstufung "rotten" (verfault) ergibt. Im Durchschnitt vergaben die erfassten Kritiken 3,7 von 10 Punkten für den Film. Die dortigen Publikumsmeinungen bewerten ihn mit 53 % deutlich höher.